# Волчата (детская организация)
«Волчата» («дети волчицы», итал. figli della lupa) — детская организация для младших школьников в фашистской Италии, первая возрастная ступень Итальянской ликторской молодёжи.
Мальчики в возрасте 6—8 лет должны были состоять в организации «Сыновья волчицы» (Figli della lupa), а девочки — в организации «Дочери волчицы» (Figlie della lupa), которые являлись младшими возрастными группами фашистской молодёжной организации «Балилла» (ONB), в которой состояли молодые итальянцы в возрасте 6—17 лет. По достижении 9-и лет мальчики переходили из «Детей волчицы» в следующую возрастную группу «Balilla», предназначенную для школьников 9—10 лет, а девочки — в возрастную группу Маленькая итальянка.
С 1933 года в Италии каждый ребёнок при поступлении в начальную школу был обязан вступить в организацию «Детей волчицы», а с 1936 года детей стали записывать в эту организацию сразу с момента рождения.

## Символика и униформа
Название организации было дано как символ легенды о вскормленных волчицей основателях Рима Ромуле и Реме. Члены «Детей волчицы» носили униформу, разработанную художником Марио Помпеи, известным в то время иллюстратором детских газет. Униформа включала в себя феску из чёрной шерсти, спортивную рубашку из чёрного хлопка с белым поясом, который держался на двух бретелях, средней длины брюки из серо-зелёной шерсти, серо-зелёные шерстяные носки с двумя чёрными линиями и чёрные кожаные туфли. Зимой комплект униформы дополнялся коротким серо-зелёным плащом и белыми хлопчатобумажными перчатками. На берет прикреплялся значок с изображением волчицы, вскармливающей Ромула и Рема, на рубашку наносились небольшие стилизованные изображения двуглавых волков, руководители подразделений имели знаки отличия в виде буквы V красного цвета, а во время митингов и шествий использовались маленькие флажки.